# Малахова (Тугулымский муниципальный округ)
Малахова — деревня в Тугулымском городском округе Свердловской области России.

## Географическое положение
Деревня Малахова расположена в междуречье Пышмы и Беляковки. Последняя является правым притоком Пышмы и впадает в неё в соседнем селе Дёмине, расположенном ниже по течениям обеих рек.
Южнее деревни Малаховой пролегает межрайонная автодорога Талица — Тугулым. Дорога соединяет не только районные центры, но и припышминские деревни и сёла.

### Часовой пояс
Малахова, как и вся Свердловская область, находится в часовой зоне МСК+2. Смещение применяемого времени относительно UTC составляет +5:00.

## Население
| 2002 | 2010 | 2021 |
| ---- | ---- | ---- |
| 58   | ↘26  | ↘25  |

Структура
По данным переписи населения 2002 года, все жители деревни Малаховой — русские. По данным переписи 2010 года, в деревне проживали 10 мужчин и 16 женщин.

## Название
На протяжении всей своей истории у деревни было несколько вариантов названий: Малахова, Малаховская.

## История
Деревня Малахова образовалась около 1670 года. Изначально деревня относилась к Беляковской волости Сибирского приказа. Население русское, состоящее из государственных крестьян. На 1710 год в ней было 19 дворов:
1. Двор оброчного крестьянина Якова Мартемьянова сына Павловых
2. Двор пашенного крестьянина Павла Степанова сына Тропиных
3. Двор пашенного крестьянина Василей Иванова сына Кологривой
4. Двор пашенного крестьянина Семена Степанова сына Сукуровых
5. Двор пашенного крестьянина Лариона Семенова сына Старыкина
6. Двор пашенного крестьянина Ильи Борисова сына Старыкина
7. Двор пашенного крестьянина Федора Савельева сына Щепелиных
8. Двор пашенного крестьянина Ивана Савельева сына Щепелиных
9. Двор пашенного крестьянина Ярофея Савельев сын Щепелиных
10. Двор пашенного крестьянина Трифан Григорьев сын Дранишников
11. Двор пашенного крестьянина Бориса Савельева сына Медведевых
12. Двор пашенного крестьянина Матфея Леонтьева сына Рогозина
13. Двор пашенного крестьянина Якова Алексеева сына Щепелина
14. Двор пашенного крестьянина Максима Савельева сына Медведевых
15. Двор пашенного крестьянина Максима Иванова Черепанова
16. Двор бобыля Леонтья Лукиянова сына Кузнецовских
17. Двор бобыля Ивана Семенова сына Киевской
18. Двор бобыля Афонасья Васильева сына Казареновых
19. Двор крестьянина Софона Васильева сына Куриловых

В этот период население деревни были прихожанами Богородицкой церкви в селе Беляковском (Беляковской слободе). Время постройки первого храма в селе Беляковском неизвестно, но в 1700 году он уже существовал, что следует из расписок 1700 года и последующих годов, выданных уполномоченными от преосвященнейших митрополитов Тобольских, в получении денежной дани с Михаило-Архангельской часовни деревни Яр Беляковской Богородицкой церкви.
В 1805 году, во время пожара, храм первый или другой уже (неизвестно) сгорел; на месте этом была построена часовня, в которой находилось два каменных памятника. Существующий позже храм каменный, двухпрестольный заложен в 1805 года, по благословению преосвященного Иустина, епископа Пермскаго и Екатеринбургскаго (грамота от 21 августа 1805 года), в 1807 году старанием и иждивением прихожан постройкою окончен и в том же году, по благословению того преосвященного, освящён во имя Владимирской иконы Божией Матери, время же освящения приделанного храма во имя святителя и чудотворца Николая — неизвестно.
С 1719 года деревня Малахова входила в состав Беляковской волости Краснослободского дистрикта.
С 1782 года в составе Беляковской волости Камышловского уезда Екатеринбургской области Пермского наместничества. С 1796 года в составе Беляковской волости Камышловского уезда Пермской губернии.
В 1800 году в деревне насчитывался 21 двор, с населением в количестве 202 человека. В 1869 году в деревне насчитывалось 36 дворов, с населением в количестве 387 человек, среди которых 179 мужчин и 208 женщин. В 1904 году в деревне насчитывалось 99 дворов, с населением в количестве 480 человек, среди которых 235 мужчин и 245 женщин. В 1974 году в деревне насчитывалось 67 дворов, с населением в количестве 173 человек.
С 1923 года деревня вошла в состав Талицкого района Уральской области. С 1925 года деревня передана в состав Тугулымского района Тюменского округа Уральской области. С 1934 года деревня находилась в составе Тугулымского района Челябинской области. С 1938 года в составе Тугулымского района Свердловской области. 1956 года деревня Малахова приписана к новообразованному сельсовету деревни Дёмино. С 1963 года в составе Талицкого района Свердловской области. С 1965 года в составе Тугулымского района Свердловской области. C 1979 года деревня приписана к Яровскому сельсовету. С 1995 в составе Тугулымского района Свердловской области. С 2006 в составе Тугулымского городского округа Свердловской области.
На 1985 год в деревне была молочная ферма, конный двор, магазин и клуб.